# Razan Zaitouneh
Razan Zaitouneh (Arabisch: رزان زيتونة) (29 april 1977) is een Syrisch advocaat, journalist en mensenrechtenverdediger. Haar weblog is volgens het Europees Parlement de belangrijkste bron voor de media in het buitenland over de gebeurtenissen voor en tijdens protesten in Syrië van 2011.

## Levensloop
Zaitouneh slaagde in 1999 en 2001 voor haar studie rechten en begon haar carrière aansluitend als advocaat.
Nog in 2001 sloot ze zich aan bij een groep advocaten die zich inzet voor de verdediging van politieke gevangenen. Verder was ze dit jaar een van de medeoprichters van de Human Rights Association in Syria (HRAS). Zaitouneh is verder lid van een comité voor hulp aan families van politieke vluchtelingen in haar land.
In 2005 zette ze haar weblog op onder de naam SHRIL (Syrian Human Rights Information Link). Op deze weblog bericht ze over de schendingen van mensenrechten door het leger en de veiligheidsdiensten in Syrië, zoals het vermoorden en martelen van demonstranten, inclusief kinderen.
Zaitouneh heeft zich tijdens interviews door buitenlandse media openlijk afgezet tegen misstanden in haar land en is een groot pleitbezorger voor de berechting van president Assad voor het Internationaal Strafhof in Den Haag, vanwege de strenge veiligheidsmaatregelen die hij opdroeg tijdens de Syrische protesten van 2011 die duizenden doden tot gevolg hadden. De regering van Assad omschreef ze als "de enige terroristische groepering in het land."
Door de Syrische regering wordt ze beschuldigd een buitenlandse agent te zijn. Sinds april 2011 leeft ze daarom ondergedoken; haar man en diens broer werden nadien vastgezet. Volgens het Europees Parlement is ze daarentegen in de jaren tot en met de protesten in Syrië van 2011 uitgegroeid tot de belangrijkste bron voor de media in binnen- en buitenland.
Op 9 december 2013 werd zij door onbekenden ontvoerd vanuit haar woning in de wijk Douma in Damascus samen met haar man en twee andere activisten.

## Erkenning
Op 27 oktober 2011 werd ze onderscheiden met een Sacharovprijs, als een uit vijf mensen uit de Arabische wereld die een hoofdrol heeft gespeeld tijdens de Revoluties in de Arabische wereld. Eerder dat jaar ontving ze verder de Anna Politkovskaja-prijs van de organisatie Reach All Women in War.